# Lukas Reichle
Lukas Reichle (* 15. November 2000) ist ein österreichischer Basketballspieler.

## Leben
Reichle spielte in der Jugend der BBU Salzburg sowie ebenfalls in der Herrenmannschaft in der 2. Bundesliga. Er spielte dann für die Sportunion Deutsch Wagram und vereinzelt mit Doppelspielrecht den Wiener Verein D.C. Timberwolves in der Bundesliga. 2020 wechselte er zu den Raiffeisen Flyers Wels, kam dort aber nur zu einem Erstliga-Einsatz. 2021 ging er an die University of Arkansas - Fort Smith (zweite NCAA-Division) in die Vereinigten Staaten.
2023 kehrte Reichle in sein Heimatland zurück, als er sich dem BK Klosterneuburg anschloss. Mit der Mannschaft wurde er im Jänner 2025 österreichischer Pokalsieger.

### Nationalmannschaft
Reichle war Juniorenauswahlspieler Österreichs und wurde im Sommer 2019 erstmals in ein Trainingslager der Herrennationalmannschaft eingeladen.